# Valandovo
Valandovo (en macédonien : Валандово ) est une commune et une ville du sud-est de la Macédoine du Nord. Elle comptait 10 508 habitants en 2021 et s'étend sur 331,4 km2. La ville en elle-même comptait alors 3 671 habitants, le reste de la population étant réparti dans les villages alentour.
Son territoire est limitrophe de ceux des communes macédoniennes Demir Kapija, Konče, Strumica, Dojran, Bogdanci et Gevgelija ainsi que de la Grèce.

## Géographie
La commune se trouve sur le cours inférieur du Vardar et s'étend sur des petites vallées et des massifs montagneux de faible hauteur, comme les collines de Plavuš et la Belasica. Les zones montagneuses occupent 63 % de la superficie de Valandovo, tandis que les vallées en occupent 37 %. La commune a une altitude moyenne de 226 mètres, ce qui en fait une des régions les plus basses de la Macédoine du Nord. Elle est traversée par plusieurs axes routiers importants, comme l'autoroute Skopje-Gevgelija. Valandovo jouit d'un climat méditerranéen avec une température moyenne annuelle de 14,5 degrés. La ville de Valandovo est traversée par l'Anska, affluent du Vardar.
En plus de la ville de Valandovo, la commune comprend les villages d'Ayranli, Arazli, Bayrambos, Balintsi, Barakli, Bachali, Bachibos, Braykovtsi, Boulountouli, Veyseli, Gradets, Grtchichté, Dedeli, Ǵouleli, Yosifovo, Kalkovo, Kazandol, Kotchouli, Marvintsi, Pirava, Plavouch, Prsten, Rabrovo, Sobri, Tatarli, Terzeli, Oudovo, Tchalakli et Tchestevo.

## Histoire

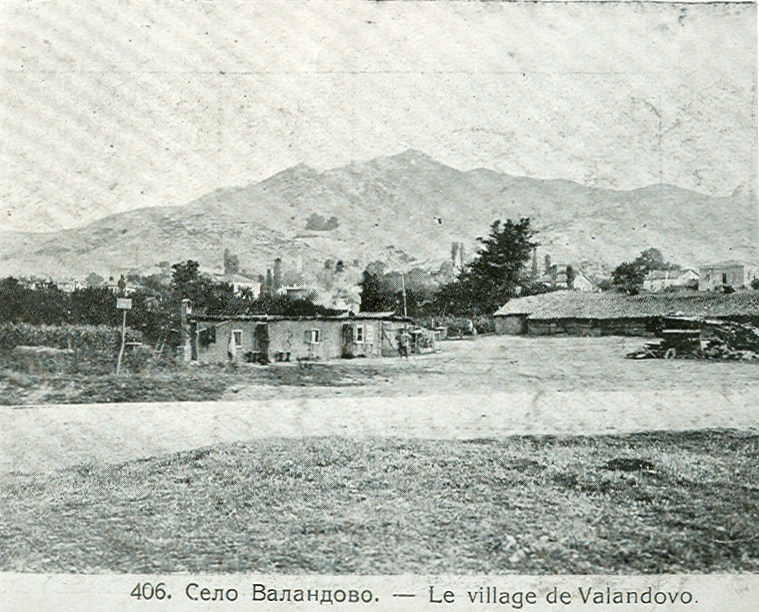
Valandovo en 1919.

Valandovo se trouve sur la route qui relie Thessalonique à Belgrade. Le site est occupé par les Romains qui y fondent une colonie. Cette colonie est détruite au VIe siècle par un tremblement de terre. Les Slaves arrivent vers le VIe siècle. La ville actuelle est mentionnée pour la première fois au Xe siècle, sous le nom de Valander. Le nom de la ville viendrait du vieux mot slave valyan, qui signifie « vallée ». En 1349, la ville est appelée Alavandovo dans une charte de l'empereur serbe Stefan Uroš IV Dušan.
Au cours de son histoire, la ville est détruite à de nombreuses reprises, par des tremblements de terre, des incendies, des inondations ou encore à la suite d'épidémies. Elle souffre également des conflits entre grandes puissances qui se déroulent dans la région.
Valandovo se développe surtout au XIXe siècle, lorsqu'elle s'affirme comme un centre de commerce (bétail, peaux, huile, laine, soie, fruits...).

## Administration
La commune est administrée par un conseil municipal au suffrage universel tous les quatre ans. Il adopte les plans d'urbanisme, accorde les permis de construire, planifie le développement économique local, protège l'environnement, prend des initiatives culturelles et supervise l'enseignement primaire. Il compte 15 conseillers municipaux.
Le pouvoir exécutif est détenu par le maire, lui aussi élu au suffrage universel. Depuis 2017, le maire de Valandovo est Pero Kostadinov, membre de l'Union sociale-démocrate de Macédoine.

## Démographie
Lors du recensement de 2002, la commune comptait :
- Macédoniens : 9 892 (82,68 %)
- Turcs : 1 324 (11,21 %)
- Serbes : 621 (5,37 %)
- Roms : 24 (0,27 %)
- Valaques : 1 (0,01 %)
- Autres : 28 (0,45 %)

## Économie
La commune de Valandovo est surtout tournée vers l'agriculture, et notamment le maraîchage et la viticulture. Les produits les plus emblématiques de Valandovo sont la grenade, la figue et la pomme japonaise. Valandovo compte également une laiterie et une usine de textile.

## Culture
La principale institution culturelle de Valandovo est la Maison de la Culture du 25 mai, fondée en 1983. La vie culturelle de la commune est marquée par le festival Folk Fest, qui se tient tous les ans au mois de mai depuis 1985. Cet évènement musical réunit les artistes de la scène macédonienne actuelle. Le village de Tchalakli organise également depuis 1992 la Fête du Printemps, qui est axée sur la promotion de la culture de la minorité turque.
La commune compte plusieurs sites archéologiques, comme l'ancienne forteresse d'Isar, qui conserve des traces d'occupation préhistorique, et des mosaïques romaines retrouvées dans le centre-ville de Valandovo. La commune compte enfin les restes d'une petite ville byzantine, Dober, ainsi que d'une nécropole antique.

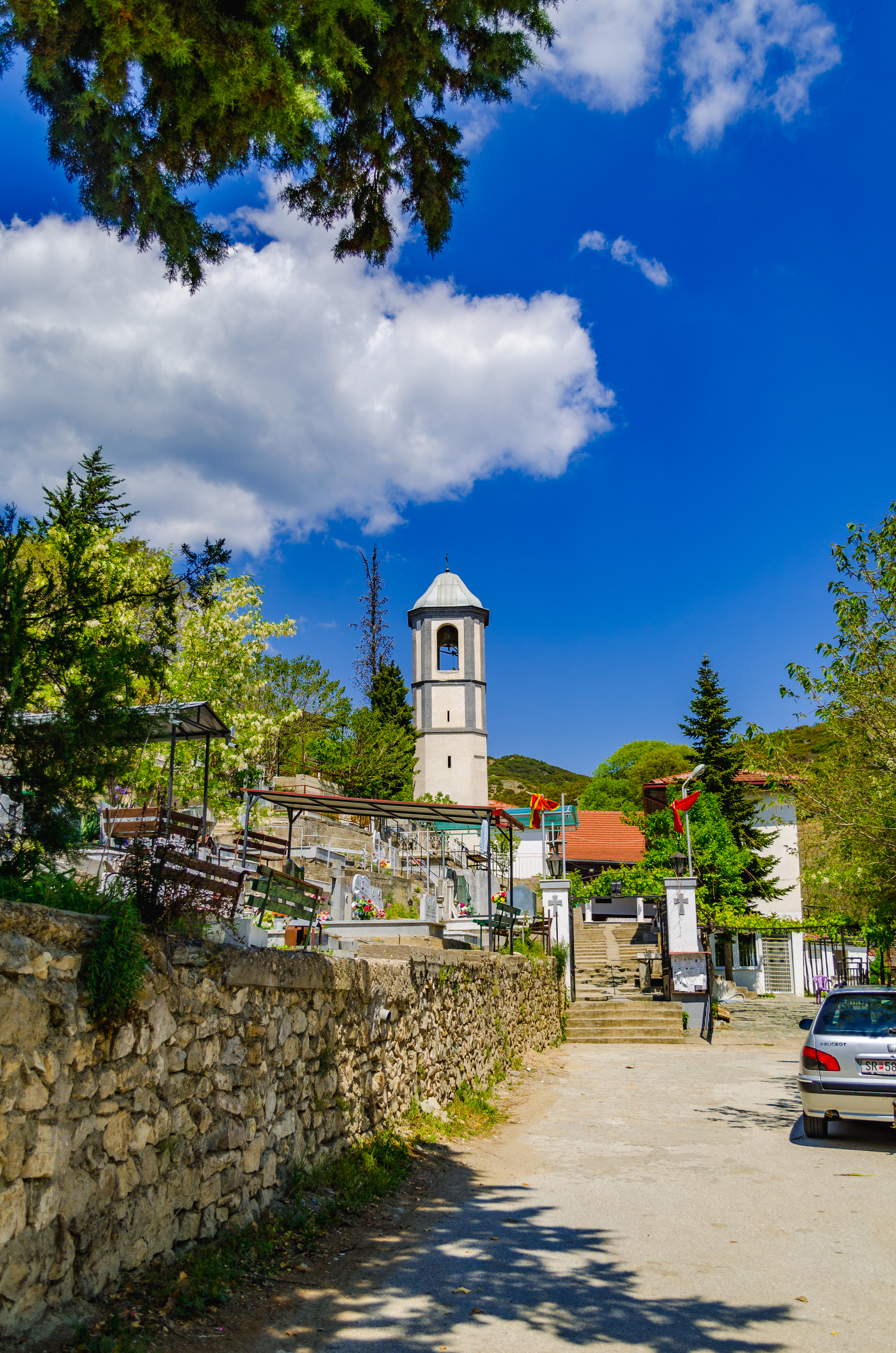
L'église Saint-Dimitri.
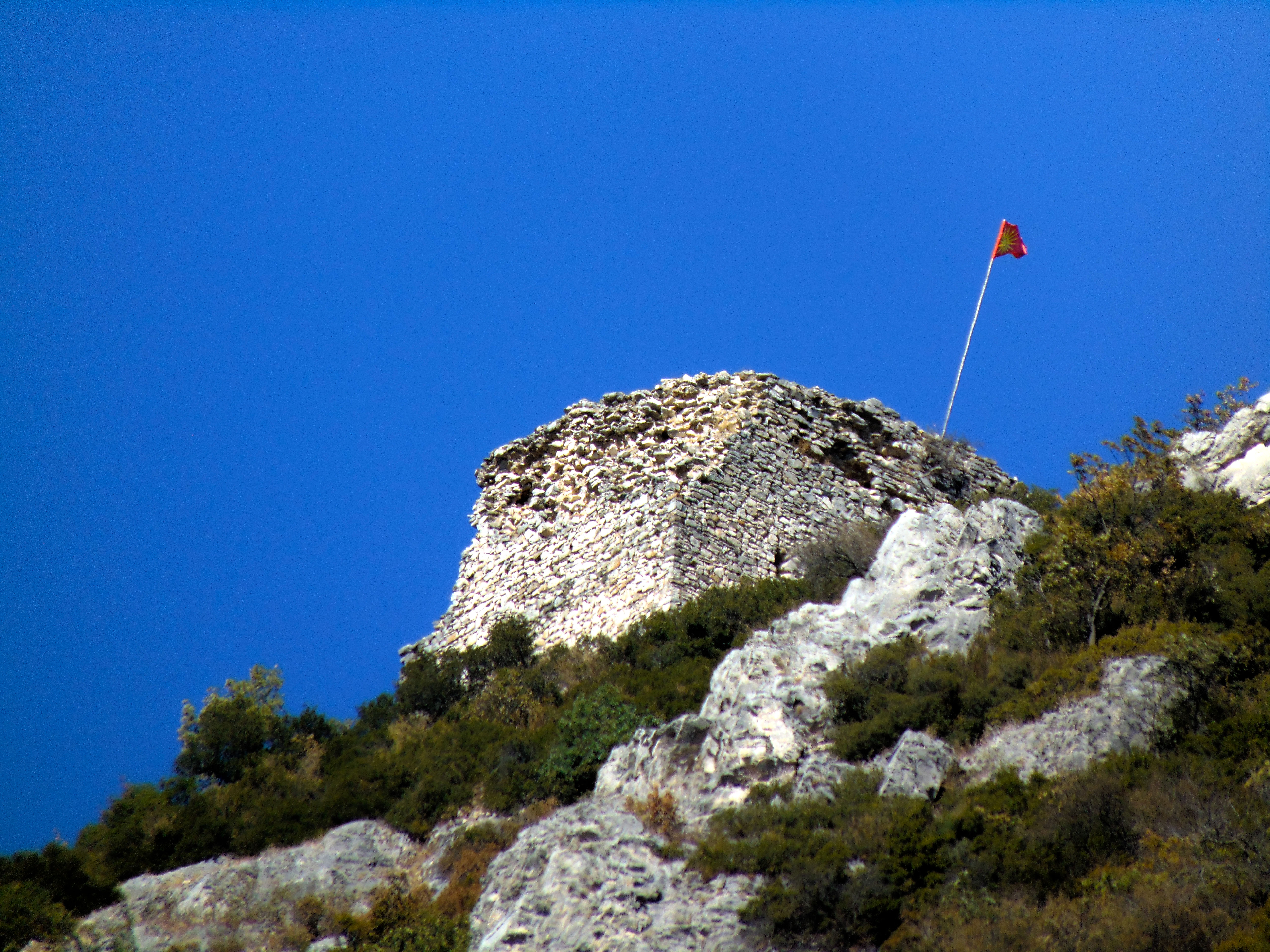
Les ruines de l'ancienne forteresse d'Isar.